# Georges Vitray
Georges Victor Leporcher dit Georges Vitray, né le 29 février 1888 dans le 10e arrondissement de Paris et mort le 8 septembre 1960 dans le 14e arrondissement, est un acteur français de théâtre et de cinéma.

## Biographie
Georges Vitray participe à 46 films français (si l'on excepte deux coproductions avec l'Allemagne et l'Italie en 1954) de 1931 à 1958, ainsi qu'à un téléfilm en 1959. Sa carrière théâtrale se joue essentiellement à la Comédie-Française.
De son mariage avec l'auteure américaine Laura Yard, est né un fils en 1923, Georges Alain Vitray.

## Filmographie complète
- 1931 : Tout s'arrange de Henri Diamant-Berger : M. Ribadet
- 1932 : Cœurs joyeux de Hanns Schwarz et Max de Vaucorbeil : Un homme de la bande
- 1934 : Vers l'abîme de Hans Steinhoff et Serge Veber : Le directeur de la banque
- 1934 : Si j'étais le patron de Richard Pottier : M. Leroy
- 1934 : Sans famille de Marc Allégret : Le père Barbarin
- 1935 : Les Mystères de Paris de Félix Gandéra : Murph
- 1936 : L'homme du jour de Julien Duvivier
- 1936 : La Tendre Ennemie de Max Ophüls : Dupont
- 1936 : Le Mioche de Léonide Moguy : Dalbray
- 1937 : La Femme du bout du monde de Jean Epstein
- 1938 : Werther ou Le Roman de Werther de Max Ophüls
- 1938 : Ultimatum de Robert Wiene et Robert Siodmak : Le général autrichien
- 1938 : Mollenard de Robert Siodmak
- 1938 : La Tragédie impériale de Marcel L'Herbier : Ivanov
- 1938 : Hercule d'Alexander Esway et Carlo Rim : Perruche
- 1938 : Orage de Marc Allégret : Le directeur de la compagnie navale
- 1939 : La Brigade sauvage de Marcel L'Herbier et Jean Dréville
- 1939 : Jeunes Filles en détresse de Georg Wilhelm Pabst
- 1939 : Le monde tremblera ou La révolte des vivants de Richard Pottier
- 1941 : Fromont jeune et Risler aîné de Léon Mathot : Risler aîné
- 1942 : La Symphonie fantastique de Christian-Jaque : Le commandant du navire
- 1942 : Le journal tombe à cinq heures de Georges Lacombe : Sam
- 1942 : L'Homme qui joue avec le feu de Jean de Limur : M. Lebergier
- 1942 : Le Mariage de Chiffon de Claude Autant-Lara : Van Dooren
- 1943 : Les Ailes blanches de Robert Péguy : Le notaire
- 1943 : La Main du diable (non crédité) de Maurice Tourneur : Le médecin
- 1945 : La Route du bagne de Léon Mathot
- 1946 : Étoile sans lumière de Marcel Blistène : Darnois, le producteur
- 1946 : Comédie avant Molière de Jean Tedesco - court métrage -
- 1946 : La Foire aux chimères de Pierre Chenal
- 1946 : Triple enquête de Claude Orval
- 1947 : L'Homme de la nuit de René Jayet : Vincentier
- 1947 : Monsieur Vincent de Maurice Cloche : Le vicomte de Châtillon
- 1947 : Mandrin de René Jayet - film tourné en deux époques : Brochant d'Erigny
- 1948 : Si jeunesse savait d'André Cerf : Pons
- 1948 : Le Secret de Monte-Cristo d'Albert Valentin : Gervais Chambarin
- 1949 : Piège à hommes de Jean Loubignac
- 1949 : La Femme nue d'André Berthomieu : M. Gréville
- 1949 : Maya de Raymond Bernard : Le commandant
- 1950 : Le Grand Rendez-vous de Jean Dréville : Le général Masti
- 1950 : La Marie du port de Marcel Carné : M. Josselin
- 1951 : Épouse ma veuve, court métrage, de Maurice Cam
- 1951 : Le Plaisir (non crédité) de Max Ophüls : Le capitaine dans le sketch : La maison Tellier
- 1952 : Procès au Vatican de André Haguet
- 1952 : Le Chemin de Damas de Max Glass
- 1953 : Un trésor de femme de Jean Stelli : M. Villiers-Boulard
- 1953 : Madame de... (non crédité) de Max Ophüls : Le vieux reporter
- 1953 : Leur dernière nuit de Georges Lacombe : Le juge d'instruction dans la pension de famille
- 1954 : Le Grand Jeu de Robert Siodmak
- 1954 : La Belle Otero (La Bella Otero) de Richard Pottier (coproduction France/Italie) : Un maître d'hôtel
- 1955 : Double destin (Das zweite Leben) de Victor Vicas : Gervais
- 1955 : Napoléon (non crédité) de Sacha Guitry : Gohier
- 1958 : Rafles sur la ville de Pierre Chenal : L'inspecteur Albert Taillis, de la P.J
- 1959 : Le Chandelier, téléfilm de Bernard-Roland

## Théâtre
- 1920 : Le Paquebot Tenacity de Charles Vildrac, Théâtre du Vieux-Colombier
- 1920 : Cromedeyre-le-Vieil de Jules Romains, mise en scène Jacques Copeau, Théâtre du Vieux-Colombier
- 1920 : La Folle Journée d'Émile Mazaud, mise en scène Louis Jouvet, Théâtre du Vieux-Colombier
- 1921 : Un ami de jeunesse d'Edmond Sée, Comédie-Française
- 1922 : Les Plaisirs du hasard de René Benjamin, mise en scène Jacques Copeau, Théâtre du Vieux-Colombier
- 1924 : La Scintillante de Jules Romains, mise en scène Louis Jouvet, Comédie des Champs-Élysées
- 1928 : Le Premier Hamlet de Shakespeare, mise en scène Gaston Baty, Théâtre de l'Avenue
- 1933 : Crime et Châtiment d'après Fiodor Dostoïevski, mise en scène Gaston Baty, Théâtre Montparnasse
- 1935 : Hommage des acteurs à Pirandello : Comme tu me veux de Luigi Pirandello, Théâtre des Mathurins
- 1938 : Arden de Feversham de Henri-René Lenormand, mise en scène de Gaston Baty, Théâtre Montparnasse.
- 1945 : La Mégère apprivoisée de Shakespeare, mise en scène Gaston Baty, Théâtre Montparnasse
- 1946 : Le Mariage de Figaro de Beaumarchais, mise en scène Jean Meyer, Comédie-Française
- 1947 : Quitte pour la peur d'Alfred de Vigny, Comédie-Française
- 1948 : Sapho d'Alphonse Daudet et Auguste Belot, mise en scène Gaston Baty, Comédie-Française
- 1949 : L'Homme de cendres d'André Obey, mise en scène Pierre Dux, Comédie-Française au Théâtre de l'Odéon
- 1950 : La Belle Aventure de Gaston Arman de Caillavet, Robert de Flers et Étienne Rey, mise en scène Jean Debucourt, Comédie-Française
- 1950 : L'Otage de Paul Claudel, mise en scène Henri Rollan, Comédie-Française
- 1950 : Les Caves du Vatican d'André Gide, mise en scène Jean Meyer, Comédie-Française
- 1950 : Un conte d'hiver de William Shakespeare, mise en scène Julien Bertheau, Comédie-Française
- 1950 : La Robe rouge d'Eugène Brieux, mise en scène Jean Meyer, Comédie-Française au Théâtre de l'Odéon
- 1951 : Madame Sans-Gêne de Victorien Sardou, mise en scène Georges Chamarat, Comédie-Française
- 1951 : Douze Livres de James Matthew Barrie, mise en scène Daniel Lecourtois, Comédie-Française
- 1953 : La Coupe enchantée de Jean de La Fontaine et Champmeslé, mise en scène Jacques Clancy, Comédie-Française
- 1953 : Roméo et Juliette de William Shakespeare, mise en scène Julien Bertheau, Comédie-Française
- 1955 : Fantasio d'Alfred de Musset, mise en scène Julien Bertheau, Comédie-Française
- 1955: Est-il bon ? Est-il méchant ? de Denis Diderot, mise en scène Henri Rollan, Comédie-Française
- 1957 : Faust de Goethe, mise en scène Gaston Baty, Théâtre Montparnasse
- 1958 : Le Menteur de Corneille, mise en scène Jacques Charon, Comédie-Française
- 1959 : Un homme comme les autres d'Armand Salacrou, mise en scène Jacques Dumesnil, Comédie-Française